# Paresia
A paresia é a disfunção ou interrupção dos movimentos de um ou mais membros: superiores, inferiores ou ambos e conforme o grau do comprometimento ou tipo de acometimento fala-se em paralisia ou paresia.
O termo paresia refere-se quando o movimento está apenas limitado ou fraco. O termo paresia vem do grego PARESIS e significa relaxação, debilidade. Nos casos de paresias, a motilidade se apresenta apenas num padrão abaixo do normal, no que se refere à força muscular, precisão do movimento, amplitude do movimento e a resistência muscular localizada, ou seja, refere-se a um comprometimento parcial, a uma semiparalisia.